# Parco nazionale del Coorong
Il parco nazionale del Coorong è un'area protetta dell'Australia Meridionale, situata circa 156 km a sud-est di Adelaide, che comprende prevalentemente l'ecosistema della laguna costiera conosciuta ufficialmente come Coorong e la penisola di Younghusband che si protende dal lato meridionale del parco. L'estremità occidentale della laguna del Coorong si trova presso la foce del Murray vicino all'isola di Hindmarsh e alla penisola di Sir Richard, e si estende per circa 130 km verso sud-est. L'accesso stradale al parco si trova a Meningie. Anche la spiaggia che si estende lungo il lato costiero della penisola, la più lunga dell'Australia, è nota comunemente come Coorong.
Il Coorong sorge su un territorio abitato originariamente dagli aborigeni Ngarrindjeri. Tra le località degne di nota che si trovano nel parco ricordiamo Salt Creek, Policeman's Point, Jack Point e Woods Well.

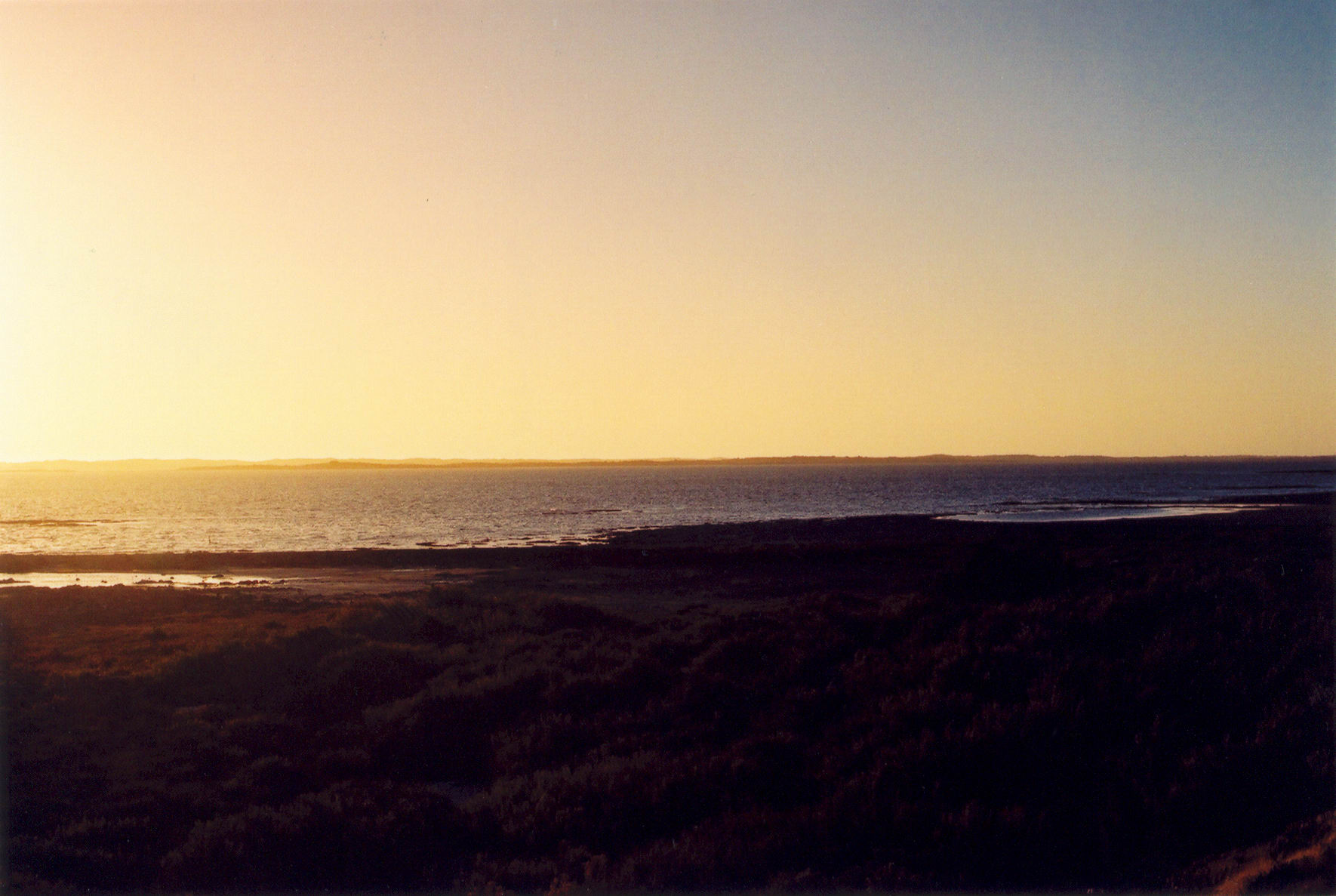
Tramonto nella parte settentrionale del Coorong, nei pressi della cittadina di Meningie.

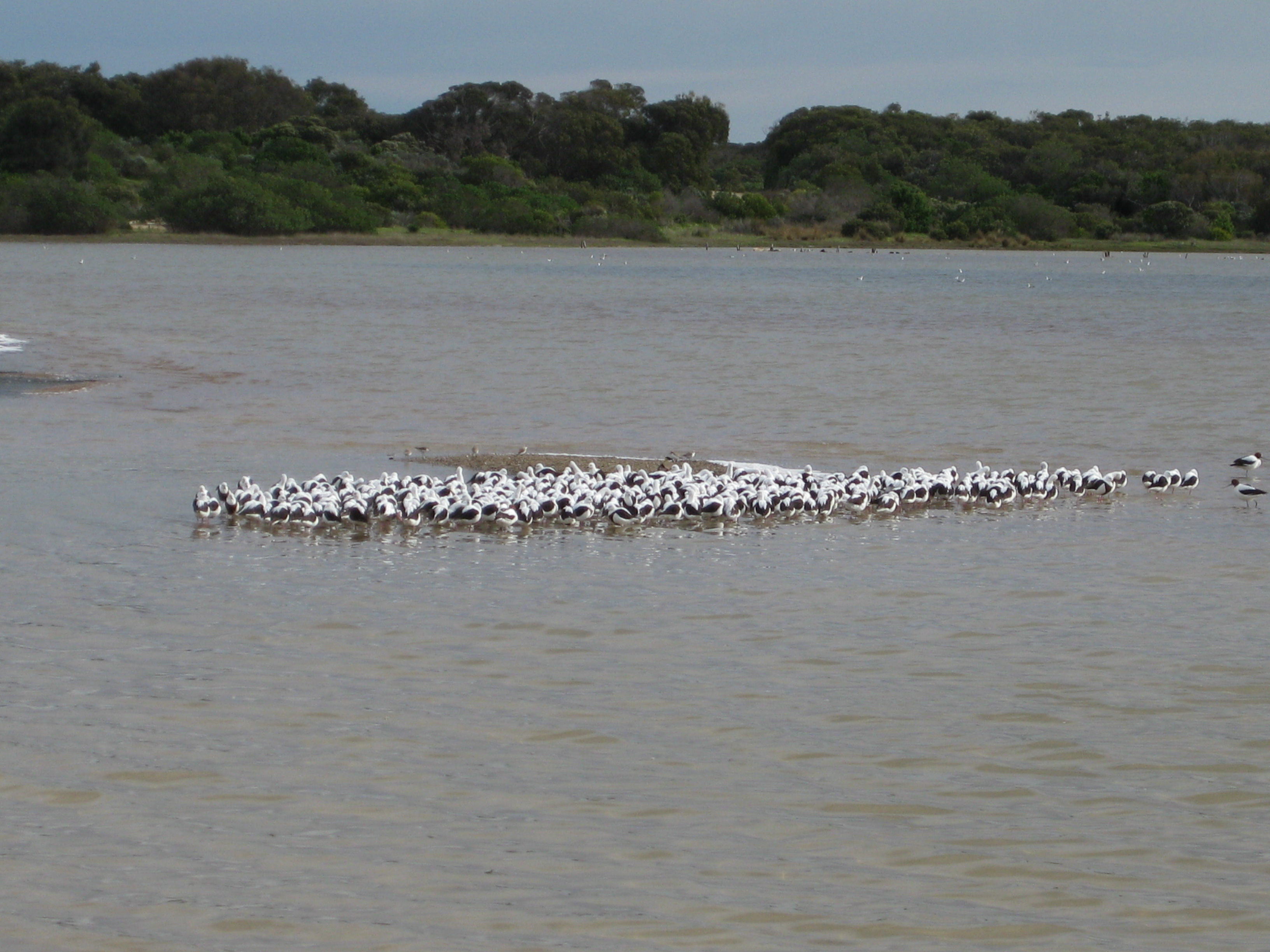
Stormo di cavalieri fasciati sulle distese di sabbia del Coorong.

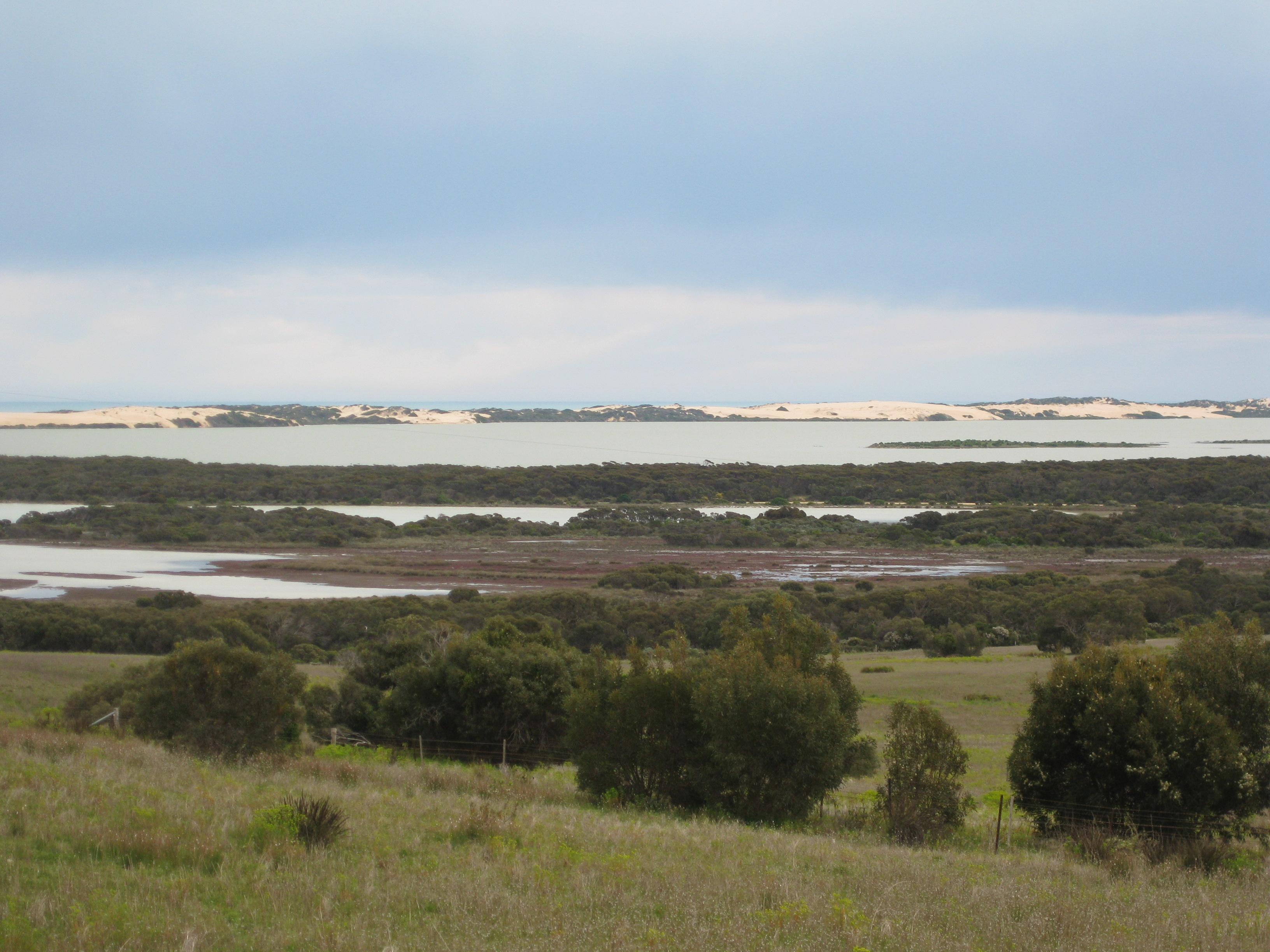
Veduta del Coorong e della penisola di Younghusband.

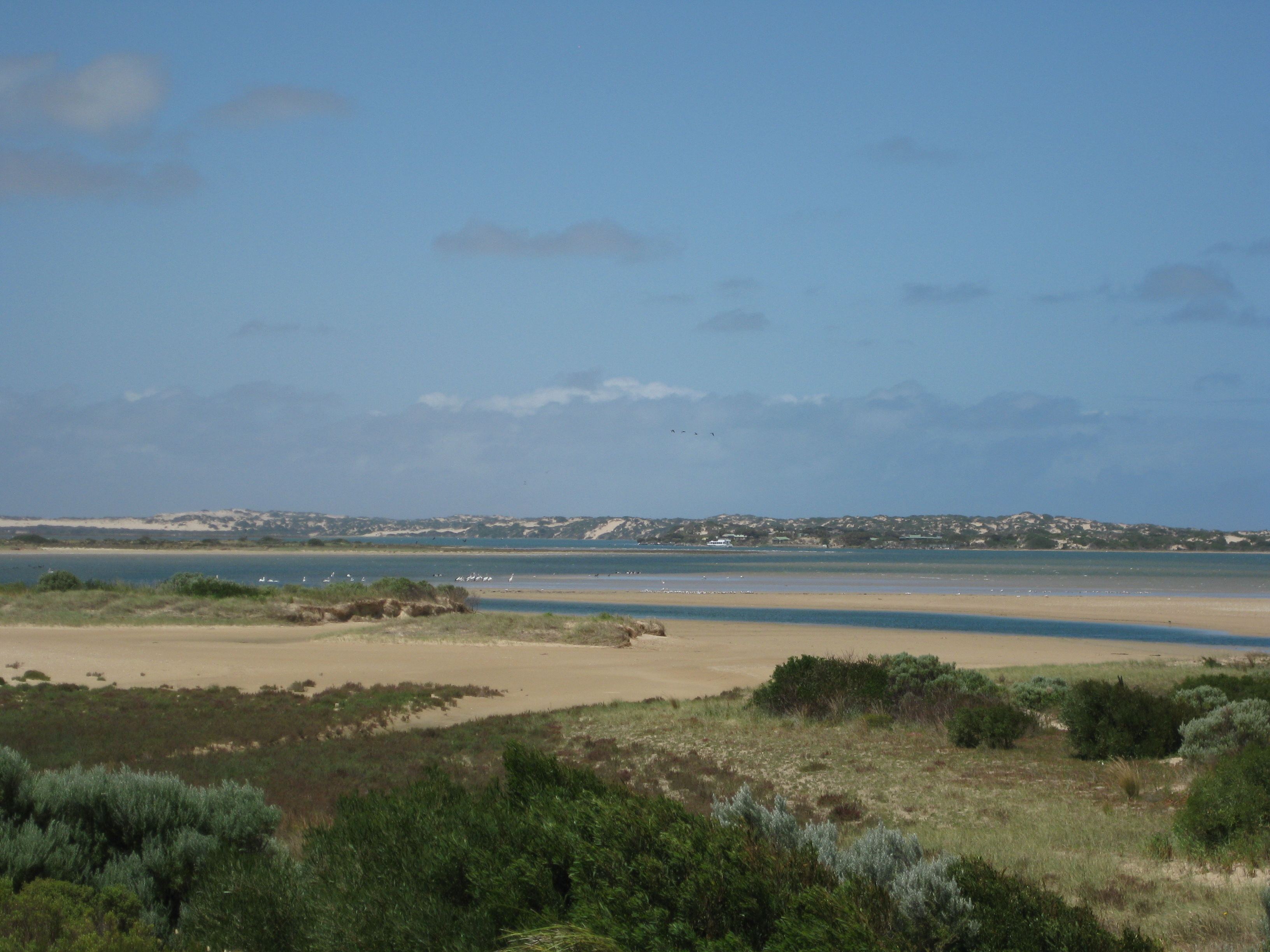
L'ingresso al Coorong visto dall'isola di Hindmarsh.

## Etimologia
Si ritiene che il nome sia una corruzione della parola ngarrindjeri kurangk o kurangh, che indicava una laguna lunga e stretta.

## Storia
Il parco nazionale del Coorong venne istituito il 9 novembre 1967 ai sensi del National Parks Act 1966 su terreni situati nei settori 17 e 60 dell'unità catastale della centena di Glyde e nel settore 6 della centena di Santo.
Quando entrò in vigore il National Parks and Wildlife Act 1972, il 27 aprile 1972, il parco nazionale era costituito da terreni situati nei settori 17, 59 e 60 dell'unità catastale della centina di Glyde e nei settori 6, 43 e 52 della centina di Santo.
La Coorong Game Reserve, che era stata acquistata dal governo dell'Australia Meridionale nel 1968, venne abolita il 14 gennaio 1993 e i suoi terreni andarono ad aggiungersi al parco nazionale. La riserva di caccia occupava parte della laguna del Coorong nell'immediato ovest di Salt Creek e copriva un'area di 68,4 km² nel maggio del 1982.
Nel febbraio del 2013 una scialuppa di salvataggio della MS Oliva, una nave affondata nell'Atlantico meridionale nel 2011, è finita su una spiaggia del parco nazionale.

## Geografia
L'estremità occidentale della laguna del Coorong si trova presso la foce del Murray vicino all'isola di Hindmarsh e alla penisola di Sir Richard, e si estende per circa 130 chilometri verso sud-est. L'area del parco comprende lo stesso Coorong e la penisola di Younghusband che separa il Coorong dal golfo St Vincent nell'oceano Australe. Il collegamento tra il Coorong e il lago Alexandrina è stato interrotto dalla costruzione degli sbarramenti di Goolwa, tra Goolwa e Pelican, alla fine degli anni '30.
Il parco nazionale venne istituito nel 1967 per costituire un santuario per molte specie di uccelli, altri animali e pesci. Esso attira molte specie migratrici, fornendo loro un rifugio durante i periodi di siccità che si abbattono regolarmente sull'Australia. I 467 km² del parco comprendono sistemi di dune costiere, lagune e vegetazione costiera.
Uno degli aspetti unici del Coorong è la presenza costante dell'acqua in tutte le sue forme, sia essa salata come quella del mare o dolce come quella del fiume Murray, senza tralasciare quella apportata dalle precipitazioni atmosferiche e presente nelle falde acquifere. L'acqua dolce dà sostentamento alla fauna della regione, mentre le acque marine costituiscono l'habitat di gran parte dell'avifauna.
Luoghi degni di nota all'interno del parco sono Salt Creek, Policeman's Point, Jack Point e Woods Well.
Le acque del Coorong sono una meta popolare dei pescatori, sia amatoriali che commerciali. Vi vengono pescati soprattutto muggini occhio-giallo (Aldrichetta forsteri), ombrine giapponesi (Argyrosomus japonicus) e vari sparidi del genere Acanthopagrus.

## Spiaggia
La spiaggia sabbiosa lunga 194 km che corre lungo il lato esterno della penisola di Younghusband e comunemente chiamata Coorong è la spiaggia più lunga dell'Australia. Si estende dalla foce del Murray fino a Cape Jaffa.

## Importanza culturale
Il Coorong riveste una grande importanza culturale per il popolo ngarrindjeri, che ha vie dei canti relative a miti della creazione associate all'area, nonché una lunga storia di vita in perfetta sintonia con l'ambiente della regione.

### Camp Coorong
Camp Coorong è un luogo di apprendiento culturale, dove i visitatori possono conoscere la cultura, la storia, le arti e i mestieri ngarrindjeri, inclusa la fabbricazione di ceste. È sotto la proprietà e la gestione del popolo ngarrindjeri e si trova circa 11 km a sud di Meningie.

## Ecologia
Le zone umide all'interno della parte del parco nazionale che comprendono la laguna del Coorong formano un complesso ecosistema di ambienti d'acqua dolce, estuarini e ipersalini che presentano una varietà di habitat unici per piante e animali. Le lagune costiere sono considerate criticamente minacciate dalla perdita dell'afflusso di acqua dolce, dalla scomparsa locale delle tipiche piante sommerse e dalla conseguente perdita della diversità degli habitat.
Nel dicembre 2018 il governo australiano e quello dell'Australia Meridionale hanno annunciato un nuovo programma di gestione ambientale chiamato «Healthy Coorong, Healthy Basin». Attualmente la Ngarrindjeri Aboriginal Corporation sta collaborando con il Dipartimento per l'ambiente e l'acqua per condividere le proprie conoscenze riguardo alle pratiche di cura del territorio, che saranno incorporate in un nuovo database.

## Flora e fauna
Il Coorong è un'area dalla straordinaria biodiversità.

### Uccelli
Il parco nazionale del Coorong è stato riconosciuto da BirdLife International come Important Bird Area. Ospita l'anatra castana (Anas castanea), la casarca australiana (Tadorna tadornoides), il piro-piro siberiano (Calidris acuminata), il gambecchio collorosso (C. ruficollis), il cavaliere fasciato (Cladorhynchus leucocephalus), l'avocetta australiana (Recurvirostra novaehollandiae), la beccaccia di mare orientale (Haematopus longirostris) e il corriere capirosso (Charadrius ruficapillus). È stata segnalata la presenza anche del tarabuso australiano (Botaurus poiciloptilus). In passato erano presenti anche popolazioni consistenti di parrocchetto ventrearancio (Neophema chrysogaster), fraticello australiano (Sternula nereis) e piviere australiano (Thinornis cucullatus), ma il loro numero è diminuito a causa del ridotto afflusso di acqua dolce.
La più grande colonia di pellicani di tutta l'Australia si trova a Jack Point, appena fuori dalla Princes Highway e circa 7 km a nord di Salt Creek. I pellicani nidificano anche a North Pelican Island. Il pellicano australiano (Pelecanus conspicillatus) è la specie di pellicano più grande e nidifica da agosto a gennaio.

### Vita marina
Come menzionato sopra, il muggine occhio-giallo (Aldrichetta forsteri), l'ombrina giapponese (Argyrosomus japonicus) e vari sparidi del genere Acanthopagrus sono le principali specie di importanza economica pescate nel Coorong.

## Nella cultura popolare
Il parco è stato lo scenario in cui si svolge il famoso film del 1976 Storm Boy, nonché il suo remake del 2019. Entrambi i film sono basati sull'omonimo romanzo del 1964 di Colin Thiele, ambientato sul Coorong, che illustra il legame tra un giovane ragazzo e uno straordinario pellicano orfano, che chiama Mr. Percival, da lui salvato e allevato.
Anche il pluripremiato romanzo di Lucy Treloar, Salt Creek (2015), è ambientato nel Coorong, in particolare nell'area intorno a Salt Creek, nel 1855.